# 서울특별시의 중학교 목록
다음 목록은 서울특별시에 있는 중학교 목록이다.

## 가
가락중학교 · 
가산중학교 · 
가원중학교 · 
가재울중학교 · 
강남중학교 · 
강동중학교 · 
강명중학교 · 
강북중학교 · 
강빛중학교 · 
강신중학교 · 
강일중학교 · 
강현중학교 · 
개봉중학교 · 
개운중학교 · 
개웅중학교 · 
개원중학교 · 
개포중학교 · 
거원중학교 · 
건국대학교 사범대학 부속중학교 · 
경서중학교 · 
경성중학교 · 
경수중학교 · 
경신중학교 · 
경원중학교 · 
경인중학교 · 
경일중학교 · 
경희여자중학교 · 
경희중학교 · 
고덕중학교 · 
고려대학교 사범대학 부속중학교 · 
고명중학교 · 
고척중학교 · 
공릉중학교 · 
공항중학교 · 
관악중학교 · 
광남중학교 · 
광성중학교 · 
광신중학교 · 
광양중학교 · 
광운중학교 · 
광장중학교 · 
광진중학교 · 
광희중학교 · 
구로중학교 · 
구룡중학교 · 
구산중학교 · 
구암중학교 · 
구의중학교 · 
구일중학교 · 
국사봉중학교 · 
금옥중학교 · 
금호여자중학교 · 
길음중학교

## 나
난곡중학교 · 
난우중학교 · 
남강중학교 · 
남대문중학교 · 
남서울중학교 · 
남성중학교 · 
내곡중학교 · 
노곡중학교 · 
노원중학교 · 
노일중학교 · 
녹천중학교

## 다
단국대학교 사범대학 부속중학교 · 
당곡중학교 · 
당산서중학교 · 
당산중학교 · 
대경중학교 · 
대광중학교 · 
대림중학교 · 
대명중학교 · 
대방중학교 · 
대성중학교 · 
대신중학교 · 
대영중학교 · 
대왕중학교 · 
대원국제중학교 · 
대청중학교 · 
대치중학교 · 
덕산중학교 · 
덕성여자중학교 · 
덕수중학교 · 
덕원중학교 · 
도곡중학교 · 
도봉중학교 · 
동구여자중학교 · 
동국대학교 사범대학 부속 가람중학교 · 
동국대학교 사범대학 부속중학교 · 
동대문중학교 · 
동덕여자중학교 · 
동도중학교 · 
동마중학교 · 
동명여자중학교 · 
동북중학교 · 
동성중학교 · 
동신중학교 · 
동양중학교 · 
동원중학교 · 
동일중학교 · 
동작중학교 · 
둔촌중학교 · 
등명중학교 · 
등원중학교 · 
등촌중학교

## 마
마곡중학교 · 
마곡하늬중학교 · 
마장중학교 · 
마포중학교 · 
면목중학교 · 
명덕여자중학교 · 
명일중학교 · 
명지중학교 · 
목동중학교 · 
목운중학교 · 
목일중학교 · 
무학중학교 · 
문래중학교 · 
문성중학교 · 
문일중학교 · 
문정중학교 · 
문창중학교 · 
문현중학교 · 
미성중학교

## 바
반포중학교 · 
방배중학교 · 
방산중학교 · 
방원중학교 · 
방이중학교 · 
방학중학교 · 
방화중학교 · 
배명중학교 · 
배문중학교 · 
배재중학교 · 
배화여자중학교 · 
백석중학교 · 
백운중학교 · 
번동중학교 · 
보성여자중학교 · 
보성중학교 · 
보인중학교 · 
봉림중학교 · 
봉영여자중학교 · 
봉원중학교 · 
봉은중학교 · 
봉화중학교 · 
북서울중학교 · 
북악중학교 · 
불광중학교 · 
불암중학교

## 사
사당중학교 · 
삼각산중학교 · 
삼선중학교 · 
삼성중학교 · 
삼정중학교 · 
상경중학교 · 
상계제일중학교 · 
상계중학교 · 
상도중학교 · 
상명대학교 사범대학 부속여자중학교 · 
상명중학교 · 
상봉중학교 · 
상신중학교 · 
상암중학교 · 
상원중학교 · 
상일중학교 · 
상현중학교 · 
서라벌중학교 · 
서문여자중학교 · 
서연중학교 · 
서운중학교 · 
서울대학교 사범대학 부설여자중학교 · 
서울대학교 사범대학 부설중학교 · 
서울문영여자중학교 · 
서울여자중학교 · 
서울체육중학교 · 
서일중학교 · 
서초중학교 · 
석관중학교 · 
석촌중학교 · 
선덕중학교 · 
선린중학교 · 
선유중학교 · 
선일여자중학교 · 
선정중학교 · 
성남중학교 · 
성내중학교 · 
성덕여자중학교 · 
성보중학교 · 
성사중학교 · 
성산중학교 · 
성서중학교 · 
성수중학교 · 
성신여자중학교 · 
성심여자중학교 · 
성암여자중학교 · 
성원중학교 · 
성일중학교 · 
성재중학교 · 
세곡중학교 · 
세륜중학교 · 
세일중학교 · 
세화여자중학교 · 
솔샘중학교 · 
송곡중학교 · 
송례중학교 · 
송정중학교 · 
송파중학교 · 
수락중학교 · 
수명중학교 · 
수서중학교 · 
수송중학교 · 
수유중학교 · 
숙명여자중학교 · 
숭곡중학교 · 
숭문중학교 · 
숭실중학교 · 
숭의여자중학교 · 
숭인중학교 · 
시흥중학교 · 
신관중학교 · 
신광여자중학교 · 
신구중학교 · 
신길중학교 · 
신남중학교 · 
신도림중학교 · 
신도봉중학교 · 
신도중학교 · 
신동중학교 · 
신림중학교 · 
신명중학교 · 
신목중학교 · 
신반포중학교 · 
신방학중학교 · 
신사중학교 · 
신상중학교 · 
신서중학교 · 
신수중학교 · 
신암중학교 · 
신양중학교 · 
신연중학교 · 
신원중학교 · 
신월중학교 · 
신일중학교 · 
신정여자중학교 · 
신창중학교 · 
신천중학교 · 
신현중학교 · 
신화중학교

## 아
아주중학교 · 
아현중학교 · 
안천중학교 · 
압구정중학교 · 
양강중학교 · 
양동중학교 · 
양서중학교 · 
양정중학교 · 
양진중학교 · 
양천중학교 · 
양화중학교 · 
언남중학교 · 
언북중학교 · 
언주중학교 · 
여의도중학교 · 
역삼중학교 · 
연북중학교 · 
연서중학교 · 
연신중학교 · 
연천중학교 · 
연희중학교 · 
염경중학교 · 
염광중학교 · 
염창중학교 · 
영남중학교 · 
영도중학교 · 
영동중학교 · 
영등포중학교 · 
영락중학교 · 
영란여자중학교 · 
영림중학교 · 
영서중학교 · 
영원중학교 · 
영파여자중학교 · 
영훈국제중학교 · 
예일여자중학교 · 
오금중학교 · 
오남중학교 · 
오류중학교 · 
오륜중학교 · 
오산중학교 · 
오주중학교 · 
옥정중학교 · 
온곡중학교 · 
용강중학교 · 
용곡중학교 · 
용마중학교 · 
용문중학교 · 
용산중학교 · 
우신중학교 · 
위례솔중학교 · 
원묵중학교 · 
원촌중학교 · 
월계중학교 · 
월곡중학교 · 
월촌중학교 · 
윤중중학교 · 
은성중학교 · 
은평중학교 · 
을지중학교 · 
이수중학교 · 
이화여자대학교 사범대학 부속 이화·금란중학교 · 
인수중학교 · 
인왕중학교 · 
인창중학교 · 
인헌중학교 · 
일신여자중학교

## 자
자양중학교 · 
잠신중학교 · 
잠실중학교 · 
장승중학교 · 
장안중학교 · 
장원중학교 · 
장위중학교 · 
장충중학교 · 
장평중학교 · 
재현중학교 · 
전농중학교 · 
전동중학교 · 
전일중학교 · 
정신여자중학교 · 
정원여자중학교 · 
정의여자중학교 · 
정화여자중학교 · 
종암중학교 · 
중계중학교 · 
중동중학교 · 
중랑중학교 · 
중암중학교 · 
중앙대학교 사범대학 부속중학교 · 
중앙여자중학교 · 
중앙중학교 · 
중원중학교 · 
중평중학교 · 
중화중학교 · 
증산중학교 · 
진관중학교 · 
진선여자중학교

## 차
창덕여자중학교 · 
창동중학교 · 
창문여자중학교 · 
창북중학교 · 
창일중학교 · 
창천중학교 · 
천왕중학교 · 
천일중학교 · 
천호중학교 · 
청담중학교 · 
청량중학교 · 
청운중학교 · 
청원중학교 · 
충암중학교

## 타
태랑중학교 · 
태릉중학교

## 파
풍납중학교 · 
풍성중학교

## 하
하계중학교 · 
한강중학교 · 
한산중학교 · 
한성여자중학교 · 
한성중학교 · 
한양대학교 사범대학 부속중학교 · 
한양중학교 · 
한영중학교 · 
한울중학교 · 
한천중학교 · 
항동중학교 · 
해누리중학교 · 
행당중학교 · 
혜원여자중학교 · 
홍은중학교 · 
홍익대학교 사범대학 부속여자중학교 · 
홍익대학교 사범대학 부속중학교 · 
화계중학교 · 
화곡중학교 · 
화원중학교 · 
환일중학교 · 
효문중학교 · 
휘경여자중학교 · 
휘경중학교 · 
휘문중학교